# Christian Blisse
Georg Christian Blisse (* 29. Januar 1823 in Wilmersdorf; † 30. Dezember 1905 ebenda) war ein reicher Bauerngutsbesitzer, dann Rentier und Patronatsältester in Wilmersdorf bei Berlin.

## Leben
Christian Blisse war der älteste Sohn des Bauern und Gutsbesitzers Georg Christian Friedrich Blisse (1797–1832) und dessen Ehefrau Charlotte Marie, geborene Kosinsky. Die Blisses waren ein ausgedehntes Bauerngeschlecht in der Wilmersdorfer Gegend. Blisse wurde am 9. Februar 1823 in der Auenkirche in Wilmersdorf evangelisch getauft.
Durch den Bedarf an Bauland für die wachsende Stadt Berlin gelangten zahlreiche Bauern im Umland zu Vermögen. Da Blisse seinen Landverkauf später als andere Bauern tätigte, wurde er ein sogenannter „Millionenbauer“, was ihm den Spitznamen Millionen-Blisse einbrachte. Dieses Geld verwendete er für wohltätige Zwecke. So finanzierte er der Auenkirche Glocken und Orgel.
Blisse verstarb mit 83 Jahren am 30. Dezember 1905 in seiner Wohnung in der Wilhelmsaue 116/117. Nachdem am 20. August 1907 seine Ehefrau Auguste Blisse gestorben war, schenkte sie der Stadt per Testament drei Millionen Mark sowie das Grundstück Wilhelmsaue 116/117 mit der Auflage, dort ein evangelisches Waisenhaus zu bauen und zu erhalten.
Der größte Teil des Erbes des Millionenbauers floss in den Bau des Waisenhauses. Nach dem Tod der Blisses meldeten sich 77 Personen mit Erbanspruch. Dieses stammten hauptsächlich vom kinderreichen Großvater ab. Die Nachkommen dieses Blisses heirateten alle größtenteils im Dorf. Es bestanden zu den meisten Wilmersdorfer Familien Beziehungen. Neben den im Testament benannten Erben wurde eine Summe von 300.000 Mark für notleidende Verwandte abgezweigt.
Blisse war verheiratet mit Auguste Schierjott (* 17. September 1845 in Charlottenburg; † 20. August 1907 in Deutsch-Wilmersdorf). Das Ehepaar blieb kinderlos, zog aber die Pflegetochter Emilia Bertha Elisabeth Keltner groß. Diese heiratete am 5. November 1888 den Apotheker Eduard Franz Richard Doehl.
Der Bau des Waisenhauses begann 1908 und wurde 1911 fertiggestellt. Die Baukosten betrugen insgesamt 600.000 Mark. Das restliche Kapital, welches bald der Inflation zum Opfer fiel, wurde für den Betrieb der Einrichtung verwendet. Die Einrichtung wurde als Christian und Auguste-Blisse-Stiftung an der Wilhelmsaue, im Zentrum des ehemaligen Dorfes Wilmersdorf, auf dem Grundstück des ehemaligen Stammgutes der Blisses eröffnet. Das Blisse-Stift, in welcher sich heute die Hortbetreuung für die Comenius-Schule befindet, ist heute in der Verwaltung des Bezirksamts Charlottenburg-Wilmersdorf.

## Ehrungen
Blisse war Inhaber des Kronenordens 4. Klasse. Die Grabstätte der Eheleute auf dem Friedhof Wilmersdorf wird als Ehrengrab des Landes Berlin geführt.
Im Jahre 1947 wurde der ehemalige Steglitzer Weg, welcher durch die ehemaligen Felder der Familie Blisse führte, in Blissestraße umbenannt.  Der U-Bahnhof Blissestraße wurde nach der angrenzenden Blissestraße benannt.